# Герб Тамбовской области
Герб Тамбовской области — символ Тамбовской области Российской Федерации, утверждён 27 марта 2003 года. Герб внесён в Государственный геральдический регистр Российской Федерации под регистрационным номером 1216.

## Описание и обоснование символики
Геральдическое описание герба (блазон) гласит:
В лазоревом поле серебряный улей, сопровождаемый во главе щита тремя такими же пчёлами. Щит увенчан традиционной земельной короной и окружён лентой ордена Ленина
Допускается воспроизведение сокращенной версии герба без короны и орденской ленты.
Авторы реконструкции герба: Союз геральдистов России — К. Мочёнов, Ю. Коржик, Р. Маланичев, Г. Туник.
Основу герба области составляет исторический герб Тамбовской губернии. Законом в соответствии с геральдическими нормами и историческими традициями установлены официальные толкования основных элементов герба:
- пчёлы олицетворяют собой трудолюбие, коллективность в своей деятельности и бережливость;
- улей — это прежде всего общий дом, где каждый знает своё место, свои обязанности и механизм взаимодействия;
- лазоревое поле на щите характеризует природную чистоту, честность, верность и безупречность;
- серебро служит символом благородства, справедливости и великодушия;
- традиционная земельная корона указывает на статус Тамбовской области как субъекта Российской Федерации
- лента ордена Ленина указывает на заслуги области[2].

## История
Герб Тамбовской губернии, на основании которого позднее разработан герб области, был утверждён 5 июля 1878 года: «В лазуревом щите серебряный улей, сопровождаемый, в главе щита, тремя таковыми же пчёлами. Щит увенчан Императорскою короною и окружён золотыми дубовыми листьями, соединёнными Андреевскою лентою».
Губерния существовала до 1928 года, затем территория области входила в Центрально-Чернозёмную область. Тамбовская область РСФСР образована 27 сентября 1937 года. В советское время герб губернии не использовался, герб области не существовал. Фактически с конца 1990-х гербом области был герб губернии образца 1878 года, но законодательно это не утверждалось. В 1998 году Тамбовской областной Думой был утверждён герб области, однако проект был отклонён губернатором области.
14 сентября 2001 года был принят закон «Об официальных символах Тамбовской области», где упоминалось, что область должна иметь свой герб, устанавливались предварительные правила его использования, после чего началась работа по разработке герба. Первоначально, в феврале — марте 2003 года, в качестве проектов герба рассматривались следующие варианты, отрисовка которых проводилась сайтом Геральдика.ру по запросу аппарата Тамбовской областной Думы: с обрамлениями в виде колосьев, обвитыми лентой ордена Ленина, примерно до середины высоты щита; с обрамлениями в виде колосьев, обвитыми лентой ордена Ленина, по всей высоте щита; полностью обрамленный колосьями, обвитыми лентой ордена Ленина.
Герб области утвержден Постановлением Тамбовской областной Думы № 432 от 27 марта 2003 года (Закон Тамбовской области от 27 марта 2003 года №108-З «О гербе Тамбовской области»). Гербовый щит в точности повторяет щит герба 1878 года, но вместо императорской короны щит венчает золотая стилизованная корона, напоминающая изображение короны в Знамённом гербовнике, щит окружает лента Ордена Ленина. Первоначально с постановлением № 432 в Геральдический совет был передан вариант рисунка герба в овальном щите-картуше. Но в ходе консультаций с Геральдическим советом форма щита была сделана более традиционной.